# Worte kommen meist zu spät
Worte kommen meist zu spät (Alternativtitel: Hecate – Die Männerkatze) ist ein französisch-schweizerischer Film des Regisseurs Daniel Schmid, welcher am 24. November 1982 in Frankreich unter dem Namen Hécate, maîtresse de la nuit erschien und im Februar 1983 auf der Berlinale vorgestellt wurde. Der Film basiert auf dem 1954 veröffentlichten Roman „Hécate et ses chiens“ von Paul Morand.

## Handlung
Botschafter Julien Rochelle nimmt 1942 in Bern an einem Diner teil und trifft bei diesem, zu seinem Erstaunen, auf seine ehemalige Geliebte Clothilde de Watteville. Im Rahmen dieses Wiedersehens erinnert sich Julien daran, wie er Jahre zuvor in Marokko, als junger Diplomat Frankreichs, seinen ersten Posten antrat und dort zum ersten Mal auf Clothilde trifft, mit der er sich zunächst auf eine lockere Liaison einlässt, welche sich für ihn allerdings zu einer gefährlichen Besessenheit entwickelt, welche ihn Jahre später noch verfolgen sollte.